# تيرميجكان قادين أفندي
تيرميجكان قادين أفندي (16 أغسطس 1819 – 2 نوفمبر 1853) الزوجة الثالثة الشركسية – الأرمينية للسلطان العثماني عبد المجيد الأول.

## السيرة الذاتية
كانت تيرميجكان من قبيلة الشابسوغ من الشركس التي كانت في البداية الزوجة الرابعة ثم الثالثة للسلطان العثماني عبد المجيد الأول والأم البيولوجية للسلطان العثماني عبد الحميد الثاني.
ومع ذلك، لم تكن أبدًا والدة سلطان لابنها لأنها توفيت قبل ثلاثة وعشرين عامًا من تولي السلطان عبد الحميد الثاني للعرش العثماني. ونيابة عن والدة البيولوجية تيرمشكان  الزوجة الثالثة، حصلت بيرستو قادين بعد ذلك على لقب الوالدة السلطانة باعتبارها أم عبد الحميد الثاني بالتبني.

## وفاتها
توفيت تيرميجكان بداء السل في اليوم الثاني من شهر نوفمبر 1853 في قصر بيلارباي في أسكودار، إسطنبول. ويقع مكان دفنها في مقبرة سيدت هافاتين في مسجد ياني، إسطنبول.

## كتابات أخرى
- Peirce, Leslie P.]], The Imperial Harem: Women and Sovereignty in the Ottoman Empire, مطبعة جامعة أكسفورد, 1993, ISBN 0-19-508677-5 (paperback).
- Yavuz Bahadıroğlu, Resimli Osmanlı Tarihi, Nesil Yayınları (Ottoman History with Illustrations, Nesil Publications), 15th Ed., 2009, ISBN 978-975-269-299-2 (Hardcover).